# Joseph Creswell
Joseph Creswell, född Arthur Creswell 1556 i Yorkshire, död 1623, var en engelsk jesuitpräst. Creswells mor, som var änka, gifte sig med William Lacy som, efter sin frus död, prästvigdes och led martyrdöden den 22 augusti 1582 i York. 
Creswell gick med i Jesuitorden i Rom den 11 oktober 1583 efter studier i Reims, Frankrike och vid Collegio Romano i Rom. Efter att han 1589–1592 hade varit rektor efter Robert Persons vid Collegium Anglorum i Rom sefterträdde han Persons som viceprefekt som förespråkare för de engelska jesuiternas intresse i Spanien. Creswell umgicks mycket med sir Charles Cornwallis, som då bodde i Madrid, Spanien, fram till krutkonspirationen 1605 när Creswell skickades till Rom. 1614 skickades han till Belgien, 1620 var han i Saint-Omer, Frankrike och 1621 var han rektor i Gent, Belgien innan han 1623 avled. 

## Verk i urval
- Exemplar Literarun ad Cecilium (sive Burleigh) (1592), under pseudonymet John Perne
- Vida y Martyrio del P. Henrique Valpolo (1596)
- A treatise against James I's (1610) proclamation (1611)
- Spansk översättning av fader William Bathes Preparation for Administering Penance and the Eucharist (1614), under pseudonymet Peter Manrique
- Spansk och engelsk översättning av Salvianus av Marseilles Quis dives salvus? (1618), under pseudonymet N. T.
- Meditations upon the Rosary (1620)
- De Vitâ Beatâ
- Relacion de Inglaterra
- Responsio ad Calumnias